# オートD
オートD（オートディー）は自転車部品メーカーシマノによる、内装変速機使用自転車用の自動変速システムである。NEXUSグレードのオプションコンポーネントとして設定された。

## 構造
車輪に付けたセンサーで回転数を測定して、変速機を最適な変速比に切り替える。簡単に言うとオートマチックトランスミッションの自転車である。電源はリチウム電池である。インター4モデルの詳細についてはインター4#バリエーションを参照。

## 搭載車
完成車メーカーでの採用が少なく、特に大手メーカーによる採用がほとんどなかったことから、もっぱら利用者からの依頼によるショップでの後付けや利用者による改造例がほとんどで、普及という点では今一歩であった。